# Spectre (phim 2015)
Spectre (tên tiếng Việt: Tổ chức Bóng Ma) là phần phim thứ hai mươi bốn về điệp viên James Bond (007) sản xuất bởi Eon Productions. Daniel Craig lần thứ tư thủ vai James Bond trong bộ phim này, và Christoph Waltz đóng vai Ernst Stavro Blofeld. Đây là lần tái xuất của nhân vật Blofeld trong phim về 007 sau thời gian dài vắng bóng. Phim được đạo diễn bởi Sam Mendes, lần thứ hai ông đạo diễn phim James Bond sau Skyfall, và biên kịch bởi John Logan, Neal Purvis, Robert Wade và Jez Butterworth. Metro-Goldwyn-Mayer và Columbia Pictures phát hành phim. Với kinh phí khoảng 245–300 triệu USD, đây là một trong những phim điện ảnh có kinh phí lớn nhất được thực hiện.
Nội dung phim kể về cuộc chạm mặt đầu tiên của James Bond với tổ chức tội phạm quốc tế S.P.E.C.T.R.E. (viết tắt của SPecial Executive for Counter-intelligence, Terrorism, Revenge and Extortion, dịch ra và gọi đơn giản là "Tổ chức Bóng Ma"), đưa tổ chức này trở lại với một bộ phim 007 của Eon Productions từ sau Diamonds Are Forever năm 1971, và kết nối toàn bộ các phần phim 007 có Craig tham gia với một cốt truyện kết nối với các phim trước. Các nhận vật thường trực như M, Q và Miss Moneypenny trở lại, cùng với các nhân vật mới là Dr. Madeleine Swann, Mr. Hinx, và Lucia Sciarra.
Spectre phát hành ngày 26 tháng 10 năm 2015 tại Anh cùng đêm với lễ công chiếu quốc tế tại Royal Albert Hall, London, theo sau là sự phát hành toàn cầu. Phim công chiếu tại Mỹ ngày 6 tháng 11 năm 2015. Đây là phim James Bond thứ hai chiếu trong các rạp phim IMAX sau Skyfall, dù nó không được quay bằng các máy quay IMAX. Spectre nhận phê bình trái chiều từ giới phê bình đặc biệt khi so sánh với phần phim trước, các phê bình xoay quanh độ dài, ít cảnh hành động, tính lãng mạn và biên kịch. Phim mặt khác được khen về diễn xuất của Craig, phần quay phim của Hoyte van Hoytema, phần đạo diễn của Mendes và nhạc nền của Thomas Newman.

## Nội dung
Bí mật yêu cầu bởi bà M quá cố, Bond tới Mexico giết hai tên khủng bố định cho nổ một sân vận động. Dù Bond đã thổi tung tòa nhà và suýt chết vì vụ nổ của chính mình tạo ra. Một tên là Marco Sciarra vẫn không chết và định chuồn bằng trực thăng. Bond và hắn đánh nhau dữ dội trên trực thăng đang nhào lộn trên đầu một quảng trường đầy người khiến đám đông phát hoảng. Sau khi giết Sciarra và phi công bằng cách tống họ ra khỏi máy bay, Bond giữ được chiếc nhẫn của Sciarra, có hình một con bạch tuộc.
M hiện tại rút Bond khỏi thực địa vì hành động tại Mexico đã gây khó cho MI6 vốn đang bị sáp nhập vào Joint Intelligence Service (Lực lượng tình báo chung) dẫn đầu bởi C.C muốn tạo ra hiệp định tình báo "Cửu Nhãn" giữa chín quốc gia và dẹp chương trình 00.
Bond cãi lệnh M và tới Rome dự đám tang Sciarra. Đêm đó, anh cua vợ của Sciarra là Lucia, cô cho anh biết về tổ chức mà chồng cô tham gia và cuộc họp của họ tối hôm đó. Bond dùng chiếc nhẫn để vào họp, tự xưng là chuột Mickey. Thủ lĩnh của tổ chức này biết Bond và gọi anh bằng tên. Bị phát hiện, Bond bị Mr. Hinx, sát thủ của tổ chức rượt đuổi bằng xe vòng quanh Rome. Moneypenny báo cho Bond rằng các đầu mối anh có từ Mexico và buổi họp sẽ dẫn tới Mr. White, thành viên của Quantum (trong phim Quantum of Solace), một chi nhánh của SPECTRE. Bond yêu cầu kiểm tra cái tên Franz Oberhauser.
Bond sang Áo tìm White, người đang chết dần vì ngộ độc thallium. White bảo Bond tìm tiến sĩ Madeline Swann - con gái ông — người sẽ đưa anh tới chỗ "Người Mỹ" (L'Americain), rồi sẽ đưa anh tiếp tới tổ chức; xong thì White tự sát. Bond tìm Swann, nhưng cô bị Hinx. Bond rượt Hinx bằng máy bay và cho ba chiếc xe của chúng đâm nhau để cứu Swann. Cả hai gặp Q. Q cho biết cái nhẫn của Sciarra chứa file kỹ thuật số kết nối Oberhauser, thủ lĩnh của tổ chức, với các điệp vụ trước của Bond. Swann cho họ biết tên của tổ chức là Spectre, và "Người Mỹ" là một khách sạn tại Ma rốc.
Hai người đến khách sạn "Người Mỹ" và ở trong một phòng suite mà White lui tới hằng năm. Với sự "trợ giúp" của một con chuột cống, Bond tìm ra một mật thất mà White đã xây với nhiều chứng cứ và một bản đồ chỉ nơi tiếp theo cần đi. Họ đi ra sa mạc bằng tàu hỏa và bị Hinx tấn công trên tàu. Cả hai phối hợp đẩy hắn ra khỏi tàu. Cuối cùng, họ tới một cơ sở nằm trong một hố thiên thạch giữa sa mạc. Họ gặp Oberhauser, con trai của người giám hộ Bond khi anh còn nhỏ và bị mồ côi. Khi đang tra tấn Bond, Oberhauser cho biết C là một phần của Spectre, làm tay trong giúp đưa hết dữ liệu tình báo cho chúng. Oberhauser cũng cho biết sau khi giả chết 20 năm trước đã đổi tên thành Ernst Stavro Blofeld. Khi Swann được lên chào Bond lần cuối, anh đưa chiếc đồng hồ chứa thiết bị nổ. Swann lập tức cho nổ tung Blofeld. Bond và Swann trốn thoát và cho nổ cả cơ sở của Blofeld.
Trở về London, Bond và Swann gặp M, Bill Tanner, Q và Moneypenny; họ lên kế hoạch bắt C và ngăn chặn "Cửu Nhãn" kết nối với hệ thống tình báo Anh. Swann bỏ Bond, bảo rằng cô không thể sống mà dính líu tới tình báo. Họ bị tấn công trên đường đi và Bond bị bắt, nhưng khống chế và giết hai tên bắt giữ mình khi vừa tới trụ sở cũ của MI6. Anh gặp và phát hiện Blofeld còn sống. Hắn bảo toàn bộ tòa nhà bị gắn bom và sẽ nổ tung trong ba phút nữa, và hắn nhốt Swann đâu đó trong tòa nhà. Bond chạy khắp tòa nhà tìm Swann và thành công. Họ dùng thuyền trốn thoát vừa kịp lúc tòa nhà nổ. C bị M bắt và chết khi cố trốn thoát, Q chặn được "Cửu Nhãn" vào phút chót. Tất cả rượt theo Blofeld, đang trốn thoát bằng trực thăng. Bond dùng ca nô chạy dưới sông Thames bắn chiếc trực thăng đâm xuống cầu Westminster. Blofeld bị bắt, Bond bỏ đi với Swann.

## Diễn viên

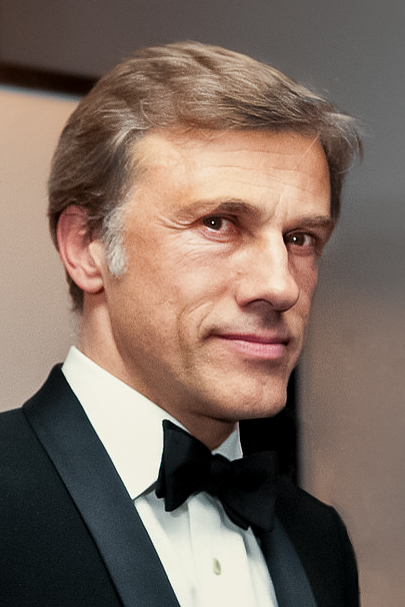
Christoph Waltz vào vai phản diện Ernst Stavro Blofeld.

- Daniel Craig vai James Bond, điệp viên 007. Đạo diễn Sam Mendes mô tả Bond sẽ đặc biệt được chú ý trong Spectre, ví dụ như sở thích mới của anh là đi săn.[12]
- Christoph Waltz vai Ernst Stavro Blofeld. Trước đây tên là Franz Oberhauser, được cho là đã chết. Bố hắn nhận nuôi Bond khi Bond mồ côi từ nhỏ. Dưới tên Blofeld, hắn là bộ óc bí ẩn đằng sau Spectre.
- Léa Seydoux vai Dr. Madeleine Swann, bác sĩ tâm lý làm việc tại một phòng khám tư nhân trên dãy Alps,[13] and the daughter of Mr. White.[14]
- Ben Whishaw vai Q, quartermaster của MI6, lo dụng cụ, tư trang, vũ khí cho các điệp viên.[15]
- Naomie Harris vai Eve Moneypenny, cựu đặc vụ, thư ký của M.[15]
- Dave Bautista vai Mr. Hinx, sát thủ, thành viên của Spectre.[16]
- Andrew Scott vai Max Denbigh, thành viên chính phủ Anh,[17] còn được biết tới với mật danh C.[18]
- Monica Bellucci vai Lucia Sciarra, góa phụ của một tên sát thủ bị Bond giết.[19]
- Ralph Fiennes vai M, tên thật Gareth Mallory, lãnh đạo MI6 và là sếp của Bond.
- Rory Kinnear vai Bill Tanner, quản trị nhân sự MI6.[20]
- Jesper Christensen vai Mr. White,[21][22] thành viên tổ chức Quantum một chi nhánh của Spectre.
- Alessandro Cremona vai Marco Sciarra,[23] chồng của Lucia Sciarra.[17]
- Judi Dench vai M (quá cố) xuất hiện trong một đoạn băng thu hình trước khi chết trong Skyfall được gửi bí mật cho Bond yêu cầu anh đi giết một tên khủng bố.

## Sản xuất

### Tình trạng bản quyền
Quyền sở hữu tổ chức SPECTRE và các nhân vật của nó đã là tâm điểm kiện tụng dai dẳng từ năm 1961 giữa Ian Fleming và Kevin McClory trên tác quyền phim của tiểu thuyết Thunderball. Mâu thuẫn bắt đầu sau khi Fleming kết hợp các yếu tố của một kịch bản chưa phát triển do McClory viết vào Thunderball. Năm 1963 Fleming đưa vấn đề ra toà cùng McClory, kết quả là tác quyền phim về tay McClory. Điều này giúp ông trở thành nhà sản xuất của phim Thunderball năm 1965—với Albert R. Broccoli và Harry Saltzman — và phim không chính thức Never Say Never Again năm 1983. Theo thoả thuận, tác quyền về văn học ở lại với Fleming.
Tháng 11 năm 2013, MGM và di sản McClory chính thức đưa ra vấn đề với Danjaq, LLC—công ty mẹ của Eon Productions—và MGM được nhận trọn vẹn tác quyền phim của SPECTRE và các nhân vật xung quanh tổ chức này.

### Tiền kỳ
Sau khi Skyfall công chiếu, Daniel Craig đã được công bố sẽ tham gia vai Bond thêm hai phim nữa. Tháng 3 năm 2013, Sam Mendes nói rằng sẽ không trở lại đạo diễn phim Bond tiếp theo, tức Bond 24; tuy nhiên về sau đã thay đổi ý định. Biên kịch của Skyfall là John Logan sẽ trở lại vai trò của mình trong phần mới, hợp tác với Neal Purvis và Robert Wade. Thomas Newman tiếp tục làm nhạc cho phim trong khi quay phim Hoyte van Hoytema thay thế Roger Deakins.

#### Sony Pictures Entertainment bị hack
Tháng 11 năm 2014 Sony Pictures Entertainment bị hack và hacker đã cho tiết lộ nhiều chi tiết về các e-mail mật giữa các ban điều hành Sony về nhiều dự án làm phim cấp cao. Đính kèm theo là nhiều ghi chú về việc sản xuất Spectre như chi tiêu vượt mức và các chi tiết của kịch bản do John Logan viết. Eon Productions công bố rằng những thứ bị rò rỉ là "bản sơ khởi của kịch bản"".

#### Tuyển vai

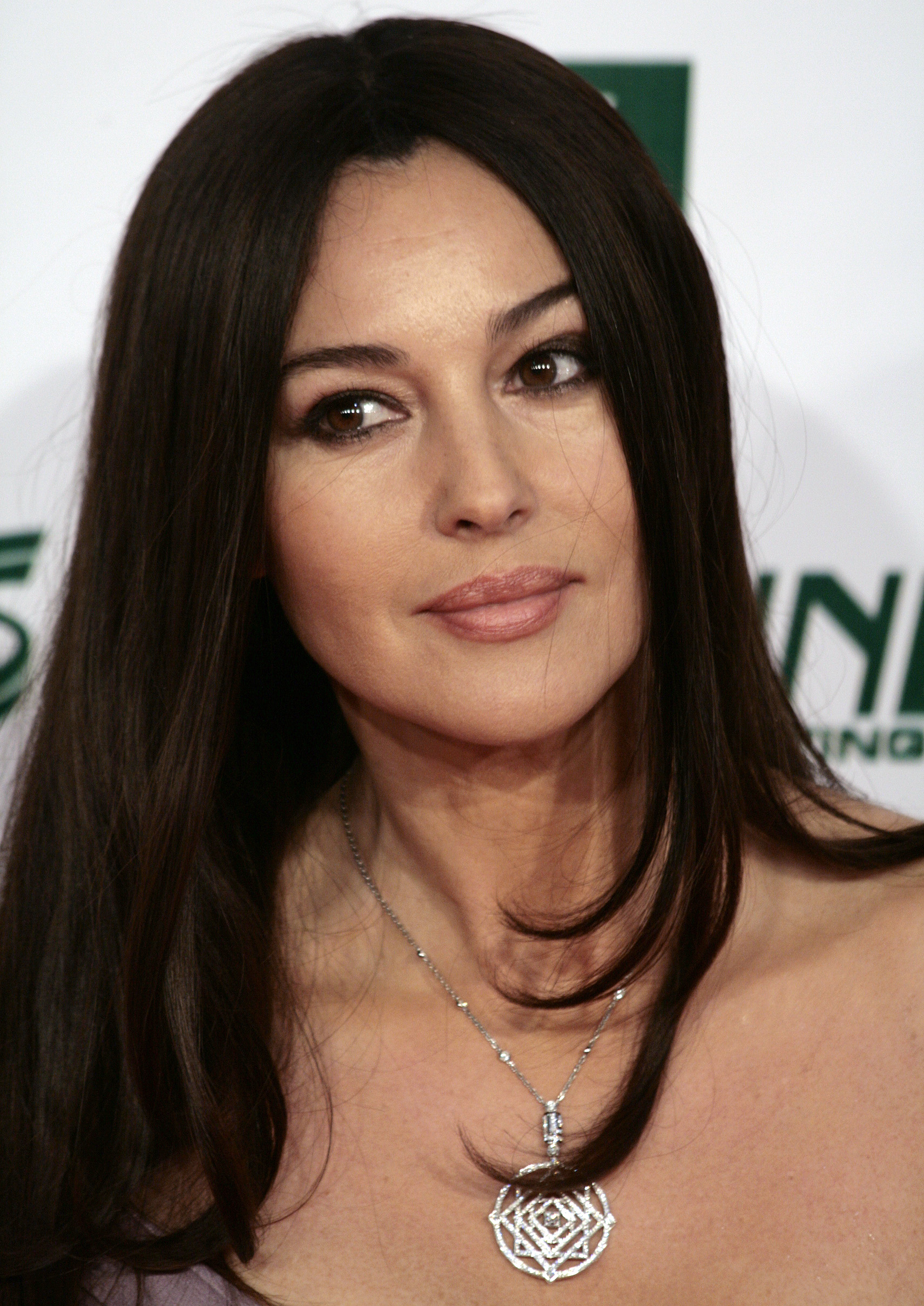
Ở tuổi 50, Monica Bellucci là "Bond girl" lớn tuổi nhất lịch sử loạt phim.

Dàn diễn viên được công bố tháng 12 năm 2014 tại sân khấu 007 ở Pinewood Studios. Daniel Craig trở lại với lần thứ tư vào vai James Bond, với Ralph Fiennes, Naomie Harris và Ben Whishaw vào vai M, Eve Moneypenny và Q, như trong phim Skyfall. Rory Kinnear sẽ trở lại vai Bill Tanner trong lần thứ ba anh xuất hiện trong loạt phim.
Christoph Waltz sẽ vào vai phản diện Franz Oberhauser, dù ông từ chối tiết lộ thêm. Dave Bautista nhận vai Mr. Hinx sau khi các nhà sản xuất đi tìm kiếm một diễn viên xuất thân từ thể thao đối kháng. Monica Bellucci vào vai Lucia Sciarra và sẽ là "Bond girl" già nhất lịch sử loạt phim ở tuổi 50. Trong một cuộc phỏng vấn riêng với Euroman, một trang web Đan Mạch, Jesper Christensen cho biết sẽ trở lại với vai Mr. White trong Casino Royale và Quantum of Solace trong phim lần này. Nhân vật Christensen được báo cáo là đã chết trong một cảnh vốn sẽ là cảnh kết thúc của Quantum of Solace nhưng đã bị cắt bỏ, khiến cho nhân vật này có thể quay lại trong Spectre.
Thêm vào dàn diễn viên chính, Stephanie Sigman được chọn vào vai Estrella, và Detlef Bothe vào vai phản diện trong một cảnh tại Áo. Tháng 2 năm 2015, hơn 1500 diễn viên quần chúng được thuê cho cảnh mở màn tại Mexico.

#### Nhân sự
Tháng 3 năm 2013 Sam Mendes nói ông sẽ không tiếp tục đạo diễn phim tiếp theo trong loạt phim; về sau ông đã đổi ý và công bố sẽ trở lại vì thấy thích kịch bản và kế hoạch phát triển loạt phim lâu dài. Mendes sẽ là đạo diễn đảm trách 2 phim Bond liên tiếp đầu tiên từ khi John Glen đạo diễn The Living Daylights và Licence to Kill năm 1987 và 1989. Biên kịch của Skyfall là John Logan trở lại, hợp tác với Neal Purvis và Robert Wade, trở lại với phim Bond thứ năm của họ. Biên kịch Jez Butterworth cũng tham gia vào kịch bản bên cạnh Mendes and Craig. Dennis Gassner tiếp tục thiết kể sản phẩm, trong khi quay phim Hoyte van Hoytema thay thế Roger Deakins.

### Quay phim
Đạo diễn Sam Mendes cho biết việc sản xuất sẽ bắt đầu vào ngày 5 tháng 12 năm 2014 tại Pinewood Studios. Mendes cũng khẳng định nhiều địa điểm quay phim bao gồm London, Mexico City, Rome, Tangier và Erfoud ở Maroc và Sölden, Obertilliach, Lake Altaussee ở Áo. Nhà quay phim Hoyte van Hoytema sẽ quay phim với phim nhựa Kodak.
Cảnh cháy nổ quay tại Maroc với sự diễn xuất của Daniel Craig và Léa Seydoux đã được Guinness ghi nhận là kỷ lục cảnh cháy nổ hoành tráng nhất thế giới điện ảnh tính đến thời điểm phim công chiếu.

## Quảng bá

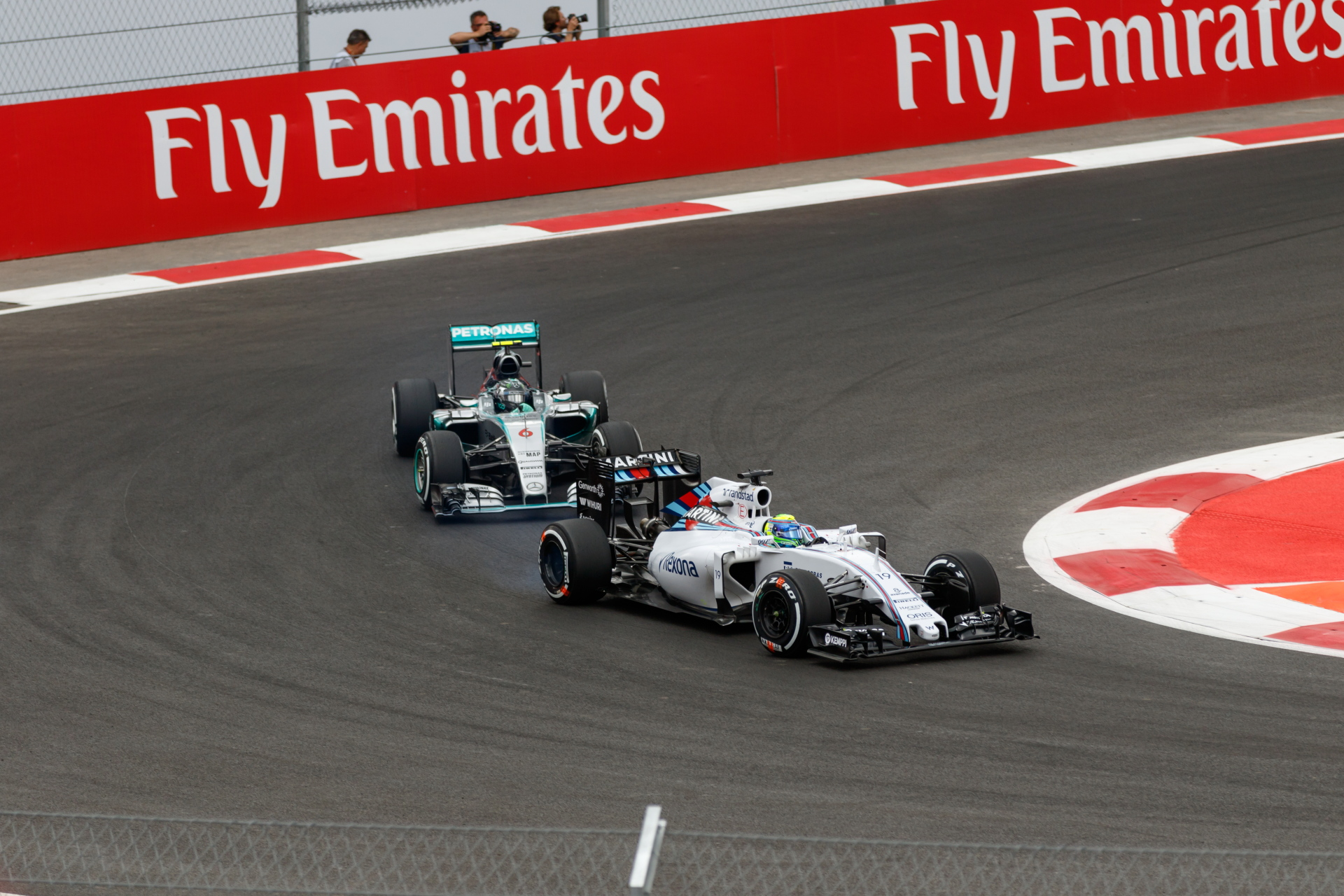
Chiếc Williams FW37 của Felipe Massa (trước) có logo 007 ở kính chiếu hậu tại Mexican Grand Prix 2015.

Trong buổi họp báo vào tháng 12 năm 2014 công bố bấm máy, Aston Martin và Eon ra mắt chiếc DB10 mới làm chiếc xe chính thức của phim. Chiếc DB10 được thiết kế dưới sự hợp tác của Aston Martin và nhà làm phim, và chỉ sản xuất 10 chiếc đặc biệt cho Spectre để kỷ niệm 50 năm gắn bó của công ty với loạt phim. Sau khi điều chỉnh chiếc Jaguar C-X75 cho bộ phim, Williams F1 gắn logo 007 logo trên xe của họ tại giải Mexican Grand Prix 2015.
Để quảng bá, nhà sản xuất tiếp tục trào lưu thiết lập từ lúc làm phim Skyfall, công bố hình những tấm bản trập và video blogs trên các tài khoản mạng xã hội chính thức của on Eon.
Ngày 13 tháng 3 năm 2015, nhiều thành viên của đoàn phim, bao gồm Craig, Whishaw, Wilson và Mendes, và có cả diễn viên từng thủ vai Bond Roger Moore xuất hiện trong một vở kịch ngắn viết bởi David Walliams và Dawson Brothers cho chương trình Red nóe Day của Comic Relief trên BBC One, trong đó họ quay một phim tài liệu nhái cảnh hậu trường làm phim Spectre. Trailer teaser đầu tiên của Spectre ra mắt toàn cầu tháng 3 năm 2015, theo sau là trailer chính thức trong tháng Bảy và trailer sau cùng trong tháng Mười.

## Phát hành và tiếp nhận

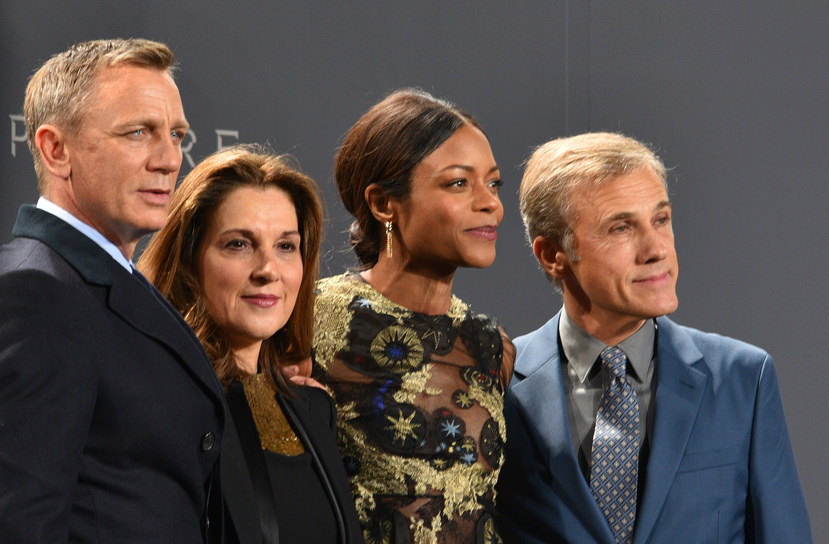
Craig, Broccoli, Harris và Waltz tại buổi công chiếu ở Berlin.

Spectre có buổi công chiếu toàn cầu ở London ngày 26 tháng 10 năm 2015, cùng ngày phát hành toàn Anh quốc và Ireland. Sau khi có công bố bấm máy, Paramount Pictures đẩy phim Mission: Impossible – Rogue Nation lên phát hành sớm trong hè để tránh canh tranh với Spectre. Tháng 3 năm 2015, tập đoàn IMAX công bố Spectre sẽ chiếu trong các rạp IMAX của họ, theo bước thành công của Skyfall với công ty. Tại Anh, phim có sự công chếu rộng rãi hơn Skyfall, với tối thiểu 647 rạp chiếu bao gồm 40 màn chiếu IMAX, so với 587 đại điểm và 21 màn chiếu IMAX của Skyfall.

### Doanh thu
Tính đến  ngày 10 tháng 11 năm 2015 Spectre thu về 302.3 triệu đô la Mỹ toàn cầu, trong đó 96.9 triệu từ thị trường Anh quốc và 83 triệu từ Bắc Mỹ.
Tại Anh, phim thu về 4.1 triệu Bảng Anh (6.4 triệu đô la Mỹ) từ các buổi chiếu thử vào thứ Hai. Phim thu 6.3 thiệu Bảng Anh (9.2 triệu đô la Mỹ) và ngày mở màn công chiếu và 5.7 thiệu Bảng Anh (8.8 triệu đô la Mỹ) vào thứ tư, cả hai ngày phim đều đạt kỷ lục tại Anh quốc. Trong bảy ngày đầu tiên công chiếu, Spectre thu 41.7 thiệu Bảng Anh (63.8 triệu đô la Mỹ), phá kỷ lục cho doanh thu tuần đầu công chiếu tại Anh vốn được Harry Potter and the Prisoner of Azkaban nắm giữ trước đó vào năm 2004 với 23.88 thiệu Bảng Anh (36.9 triệu đô la Mỹ). Doanh thu thứ Sáu- thứ Bảy là 20.4 thiệu Bảng Anh (31.2 triệu đô la Mỹ)so với Skyfall là 20.1 thiệu Bảng Anh (31 triệu đô la Mỹ). Phim cũng phá kỷ lục doanh thu công chiếu trung bình trên một màn chiếu với $110,000, phá kỷ lục của Kỵ sỹ bóng đêm với $100,200.
Phim công chiếu tại Hoa Kỳ ngày 6 tháng 11 năm 2015 và tuần mở màn được dự báo thu về 70–75 triệu đô la Mỹ từ 3,927 màn chiếu, một sự phát hành quy mô nhất cho một phim James Bond. Tuy nhiên sau khi thu về 5.25 triệu đô la Mỹ từ các buổi chiếu sớm vào thứ Năm và 28 triệu đô la Mỹ vào ngày mở màn, kỳ vọng vào doanh thu cuối tuần tăng lên 75–80 triệu đô la Mỹ. Bộ phim cuối cùng thu về 70.4 triệu đô la Mỹ trong tuần đầu tiên (thấp hơn Skyfall 20 triệu đô la Mỹ, có bao gồm IMAX), nhưng vẫn đứng đầu bảng xếp hạng doanh thu phòng vé. IMAX thu 9.1 triệu đô la Mỹ cho Spectre tại 374 màn chiếu, format "cỡ lớn" sinh lời 8 triệu đô la Mỹ từ 429 rạp, chiếm 11% doanh thu công chiếu,nghĩa là Spectre thu 17.1 triệu đô la Mỹ (23%) doanh thu tuần đầu từ các điểm chiếu phim format "cỡ lớn". Cinemark XD thu về 1.85 triệu đô la Mỹ trong 112 địa điểm chiếu XD.

### Đánh giá
Spectre nhận phản ứng trái chiều từ giới phê bình. Rotten Tomatoes lấy mẫu 235 lời phê bình và kết luận 64% đánh giá là "tích cực", nói rằng bộ phim "đẩy nhẹ phiên bản Bond được khởi động lại bởi Daniel Craig gần hơn với sự huy hoàng, đầy tính hành động của các phim trước dù dựa dẫm vào các công thức 007 có sẵn." On Metacritic the film has a rating of 60 out of 100, based on 48 critics, indicating "mixed or average reviews". Nhiều nhà phê bình khen cảnh mở màn, các pha hành động, pha nguy hiểm và quay phim. In some early reviews the film received favourable comparisons with its predecessor, Skyfall. Trên CinemaScore, khán giả cho phim điểm trung bình là "A−" trên thang điểm từ A+ tới F.
Trước ngày công chiếu tại Anh, Spectre đa số nhận đánh giá cao. Mark Kermode, viết choThe Guardian, cho bốn trên năm điểm, nói rằng, "dù Spectre có thể không bằng phần phim ngay trước nó, nhưng vẫn là phát bắn trúng đích cho khán giả những gì họ muốn từ loạt phim không thể bị đánh bại này". Cùng tờ báo trên, Peter Bradshaw cho điểm tối đa năm sao, tuyên bố "Daniel Craig đã trưởng thành với vai điệp viên Anh với năng khiếu thiêm bẩm và sự điềm tĩnh và bộ phim đầy sáng tạo, thông minh và phức tạp này trình diễn anh một các tài tình." Trong một nhận xét năm sao khác, Robbie Collin từ The Daily Telegraph miêu tả Spectre " một sự tự tin phóng khoáng'", ca ngợi phim là " kỳ tích làm sống lại điện ảnh thuần túy." Trong một nhận xét tích cực nhưng bớt nhiệt tình hơn từ IGN Chris Tilly cho rằng Spectre "không ngoạn mục thì cũng khá cừ", cho phim 7.2 trên 10 điểm, cho rằng: "thiếu sự vững chắc thật sự, Spectre là một nỗ lực cừ khôi nhưng thiếu sự vĩ đại."
Sự khen ngợi từ phía Hoa Kỳ kém hăng hái hơn hẳn. Trong một nhận xét cho Roger Ebert.com, Matt Zoller Seitz chấm 2.5 trên 4 sao, viết rằng, "Nếu Spectre đã là một phim hay, hay thậm chí hay tuyệt, phim này có thể gây ngạc nhiên, hay ít nhất là kích thích. Nhưng đây là một sự chắp vá kỳ kỳ, thiếu năng lượng." Kenneth Turan, đánh giá cho tờ Los Angeles Times, kết luận rằng Spectre "mệt mỏi và kém khả năng", nói tiếp rằng "thậm chí thêm một biên kịch (Jez Butterworth) nhóm của John Logan, Neal Purvis và Robert Wade, vốn đã viết một Skyfall mạnh mẽ hơn, cũng vẫn vướng cái sự thiếu lửa bao trùm một dự án với kinh phí dự báo khoảng 250-300 triệu đô la Mỹ." Trong một nhận xét trái ngược hoàn toàn với báo Guardian và Telegraph, Manohla Dargis, từ tờThe New York Times, chê tơi tả bộ phim: "không có cái chi bất ngờ trong Spectre, tựa đề chính thức thứ 24 của loạt phim, có thể đoán trước như được dự định. Giống như sự hoàn hảo là kẻ thù của tốt, độc đáo là kẻ thù của phòng vé thế giới." Scott Mendelson từ Forbes cũng chê nặng nề, lên án Spectre là "phim 007 kinh khủng nhất trong 30 năm qua", thêm vào: "sự hoài cổ và cái mới kiểu "kết nối với nhau hết đấy" bị pha trộn tồi tệ, cái kết nối với nhau tên Spectre sẽ xua sạch ánh sáng ban ngày ra khỏi bạn trong khi đe dọa tu sửa James Bond thành thánh tích văn hóa ngày qua."
Christopher Orr, viết cho The Atlantic, cũng phê bình thấp bộ phim, nói rằng Spectre "sa ngã trở lại vào: gái, siêu xe, chỗ trú ẩn bí mật của kẻ xấu trong một hố thiên thạch khô cằn (!), và cái màn solo vô tận của anh ta" và "màn tra tấn công phu nhất từ khi Auric Goldfinger dọa thiến anh ta bằng Laser". Lawrence Toppmann của The Charlotte Observer gọi pha diễn của Craig là "Bored, James Bored." (bored: chán)  Alyssa Rosenberg, viết cho The Washington Post nói rằng, "Spectre biến thành một phim Bond cổ truyền đáng thất vọng,càng chán hơn khi nó được khẳng định sẽ là cái gì đó phức tạp hơn." Cô kết luận, "kỷ nguyên của Daniel Craig có khả năng cho ta một Bond thật sự tương xứng với sự tinh vi đáng có của nhân vật này. Cho rằng thành quả của các phim trước đã bị xóa sổ bởi Spectre, phim Craig Bond sau phải thật xuất sắc để bứt phá. James Bond có thể là người tình giả tưởng tuyệt nhất. Nhưng một lần nữa với Spectre, phim về anh ta không thể "lên đỉnh" một cách thỏa mãn."

## Giải thưởng
| Giải thưởng                     | Hạng mục                                              | Người nhận/đề cử                                                              | Kết quả   |
| ------------------------------- | ----------------------------------------------------- | ----------------------------------------------------------------------------- | --------- |
| Giải Oscar lần thứ 88           | Ca khúc nhạc phim hay nhất                            | Sam Smith, Jimmy Napes cho "Writing's on the Wall"                            | Đoạt giải |
| Giải Golden Globe lần thứ 73    | Ca khúc nhạc phim hay nhất                            | Sam Smith, Jimmy Napes cho "Writing's on the Wall"                            | Đoạt giải |
| Giải Critics' Choice lần thứ 21 | Nam diễn viên trong phim hành động xuất sắc nhất      | Daniel Craig                                                                  | Đề cử     |
| Giải Critics' Choice lần thứ 21 | Ca khúc hay nhất                                      | "Writing's on the Wall"                                                       | Đề cử     |
| Giải Satellite lần thứ 20       | Quay phim xuất sắc nhất                               | Hoyte van Hoytema                                                             | Đề cử     |
| Giải Satellite lần thứ 20       | Nhạc phim xuất sắc nhất                               | Thomas Newman                                                                 | Đề cử     |
| Giải Satellite lần thứ 20       | Ca khúc nhạc phim xuất sắc nhất                       | Sam Smith, Jimmy Napes cho "Writing's on the Wall"                            | Đề cử     |
| Giải Satellite lần thứ 20       | Hiệu ứng xuất sắc nhất                                | Steve Begg, Chris Corbould                                                    | Đề cử     |
| Giải Satellite lần thứ 20       | Chỉ đạo nghệ thuật và thiết kế sản xuất xuất sắc nhất | Dennis Gassner                                                                | Đề cử     |
| Giải Satellite lần thứ 20       | Biên tập phim xuất sắc nhất                           | Lee Smith                                                                     | Đề cử     |
| Giải Satellite lần thứ 20       | Âm thanh (Biên tập và hòa âm) xuất sắc nhất           | Stuart Wilson, Scott Millan, Gregg Rudloff, Per Hallberg, Karen Baker Landers | Đề cử     |